# Laguna de Cube
La laguna de Cube está ubicada en la provincia de Esmeraldas, cantón Quinindé, parroquia Rosa Zárate en el recinto La Laguna, ubicado a 28 km del sitio denominado La Y que se localiza a 40 km de la ciudad de Quinindé. La superficie total del humedal y la laguna es de 112,67 hectáreas de los cuales 32 hectáreas conforman el espejo de agua o laguna en sí y 91,26 hectáreas el humedal. Su temperatura media anual oscila entre 23 °C y 25 °C.
Esta laguna continental permanente se sitúa en el límite sur oriental de la cordillera Mache-Chindul, zona sur de la biorregión del Chocó. La laguna de Cube consta de un ecosistema lacustre formado por un cuerpo de agua estable durante todo el año y de una amplia superficie de pantano y zona inundable. La laguna de Cube forma parte de los bosques de las estribaciones occidentales de la cordillera costera de Mache; que se encuentran dentro de la Reserva Ecológica Mache-Chindul.